# Liste des préfets de la Marne
Liste des préfets de la Marne, depuis la création du département. Le siège de la préfecture est à Châlons-en-Champagne.

## ConsulatetPremier Empire
| Période      | Période                    | Identité                             | Fonction précédente   | Observation |
| ------------ | -------------------------- | ------------------------------------ | --------------------- | --- |
| 12 mars 1800 | 1838 (Record de longévité) | Claude-Laurent Bourgeois de Jessaint | Maire de Bar-sur-Aube | Maintenu à la première Restauration, aux Cent-Jours à la seconde Restauration à la monarchie de Juillet Pair de France (1838) |

## Première Restauration
| Période      | Période                    | Identité                             | Fonction précédente   | Observation |
| ------------ | -------------------------- | ------------------------------------ | --------------------- | --- |
| 12 mars 1800 | 1838 (Record de longévité) | Claude-Laurent Bourgeois de Jessaint | Maire de Bar-sur-Aube | Maintenu à la première Restauration, aux Cent-Jours à la seconde Restauration à la monarchie de Juillet Pair de France (1838) |

## Cent-Jours
| Période      | Période                    | Identité                             | Fonction précédente   | Observation |
| ------------ | -------------------------- | ------------------------------------ | --------------------- | --- |
| 12 mars 1800 | 1838 (Record de longévité) | Claude-Laurent Bourgeois de Jessaint | Maire de Bar-sur-Aube | Maintenu à la première Restauration, aux Cent-Jours à la seconde Restauration à la monarchie de Juillet Pair de France (1838) |

## Préfets de la Seconde Restauration (1815-1830)
| Période      | Période                    | Identité                             | Fonction précédente   | Observation |
| ------------ | -------------------------- | ------------------------------------ | --------------------- | --- |
| 12 mars 1800 | 1838 (Record de longévité) | Claude-Laurent Bourgeois de Jessaint | Maire de Bar-sur-Aube | Maintenu à la première Restauration, aux Cent-Jours à la seconde Restauration à la monarchie de Juillet Pair de France (1838) |

## Préfets de la monarchie de Juillet
| Période           | Période                    | Identité                             | Fonction précédente                   | Observation |
| ----------------- | -------------------------- | ------------------------------------ | ------------------------------------- | --- |
| 12 mars 1800      | 1838 (Record de longévité) | Claude-Laurent Bourgeois de Jessaint | Maire de Bar-sur-Aube                 | Maintenu à la première Restauration, aux Cent-Jours à la seconde Restauration à la monarchie de Juillet Pair de France (1838) |
| 1er novembre 1838 | 1er mars 1848              | Ernest Bourlon de Sarty              | Maître des requêtes au Conseil d'État | Petit-fils du précédent |

## Commissaires du gouvernement et préfets de la Deuxième République (1848-1851)
| Période          | Période          | Identité                                | Fonction précédente                                                                | Observation |
| ---------------- | ---------------- | --------------------------------------- | ---------------------------------------------------------------------------------- | --- |
| 1er mars 1848    | 19 novembre 1848 | Augustin-Jean-Baptiste-Salomon Lecureux | Négociant en vins                                                                  | (Commissaire du Gouvernement, puis préfet Nommé Préfet de la Haute-Loire, non-acceptant proscrit le 2 décembre 1849, réfugié en Belgique |
| 19 novembre 1848 | 31 décembre 1848 | Jean Baptiste Ernest Caylus             | Préfet de la Dordogne                                                              | Directeur du National, s'enfuit à New York                                                                                               |
| 31 décembre 1848 | 4 mars 1853      | San-Benedetto Jules Priamar Boselli     | Directeur des affaires civiles de la province d'Alger (Poste supprimé en mai 1848) | Nommé (1852) préfet du Gard, nomination rapporté Nommé (1853) préfet du Loiret                                                           |

## Préfets du Second Empire (1851-1870)
| Période         | Période         | Identité                   | Fonction précédente | Observation |
| --------------- | --------------- | -------------------------- | ------------------- | ----------- |
| 4 mars 1853     | 25 juin 1864    | Alexandre Chassaigne-Goyon |                     |             |
| 25 juin 1864    | 8 novembre 1869 | Joseph-Eugène Amelin       |                     |             |
| 8 novembre 1869 | 23 mars 1871    | Adrien Sohier              |                     |             |

## Préfets de la Troisième République (1870-1940)
| Période          | Période           | Identité                           | Fonction précédente | Observation                                  |
| ---------------- | ----------------- | ---------------------------------- | ------------------- | -------------------------------------------- |
| 16 avril 1871    | 11 novembre 1871  | François Regnault                  |                     |                                              |
| 11 novembre 1871 | 26 mai 1873       | Louis-Étienne Jousserandot         |                     |                                              |
| 26 mai 1873      | 16 décembre 1874  | Baron Raoul de Jouvenel des Ursins |                     |                                              |
| 16 décembre 1874 | 14 avril 1876     | Baron André de Vaufreland          |                     |                                              |
| 14 avril 1876    | 18 mai 1877       | Émile-Louis Ducrest de Villeneuve  |                     |                                              |
| 18 mai 1877      | 19 décembre 1877  | Raymond Saisset-Schneider          |                     |                                              |
| 19 décembre 1877 | 12 janvier 1880   | Paul Duphenieux                    |                     |                                              |
| 12 janvier 1880  | 2 avril 1886      | Louis Delassalle                   |                     |                                              |
| 2 février 1886   | 25 mai 1889       | Antoine-Émile Baudran              |                     |                                              |
| 25 mai 1889      | 12 février 1890   | Paul Granet                        |                     |                                              |
| 12 février 1890  | 16 novembre 1895  | Paul Viguie                        |                     |                                              |
| 16 novembre 1895 | 12 octobre 1896   | Eugène Chrysostome Fosse           | Préfet des Vosges   | Nommé préfet de la Charente-Maritime en 1898 |
| 12 octobre 1896  | 16 juillet 1898   | Henri Salmon                       |                     |                                              |
| 16 juillet 1898  | 7 septembre 1903  | Ambroise Gilbert                   |                     |                                              |
| 7 septembre 1903 | 27 mars 1906      | Henry Huard                        |                     |                                              |
| 27 mars 1906     | 24 juillet 1907   | Georges Meunier                    |                     |                                              |
| 24 juillet 1907  | 22 janvier 1919   | André Chapron                      |                     |                                              |
| 22 janvier 1919  | 20 février 1919   | Raymond Le Bourdon                 |                     |                                              |
| 20 février 1919  | 1er août 1919     | Louis Thibon                       |                     |                                              |
| 1er août 1919    | 25 février 1920   | Victor mission temporaire Rault    |                     |                                              |
| 25 février 1920  | 28 août 1924      | Jules Brisac                       |                     |                                              |
| 28 août 1924     | 19 février 1929   | Roger Langeron                     |                     |                                              |
| 19 février 1929  | 17 juillet 1929   | Georges Rischmann                  |                     |                                              |
| 17 juillet 1929  | 24 octobre 1934   | Charles Magny                      |                     |                                              |
| 24 octobre 1934  | 4 avril 1936      | Raoul Catusse                      |                     |                                              |
| 4 avril 1936     | 15 avril 1938     | Jean Berthoin                      |                     |                                              |
| 15 avril 1938    | 25 septembre 1940 | André Jozon                        |                     |                                              |

## Préfets du Régime de Vichy (1940-1944)
| Période           | Période          | Identité                      | Fonction précédente | Observation                                                            |
| ----------------- | ---------------- | ----------------------------- | ------------------- | ---------------------------------------------------------------------- |
| 25 septembre 1940 | 1er juillet 1942 | René Bousquet                 |                     |                                                                        |
| 1er juillet 1942  | 15 octobre 1944  | Alexandre Peretti della Rocca |                     | Suspendu 29 août 1944, retraite d'office avec effet au 10 janvier 1945 |

## Préfets du Gouvernement provisoire de la République française (1944-1946) et de la Quatrième République (1944-1958)
| Période         | Période            | Identité           | Fonction précédente | Observation |
| --------------- | ------------------ | ------------------ | ------------------- | ----------- |
| 15 octobre 1944 | 31 mars 1946       | Raymond Jammes     |                     |             |
| 31 mars 1946    | 20 juin 1950       | Paul-Émile Grimaud |                     |             |
| 20 juin 1950    | 21 juillet 1951    | Jean-Émile Reymond |                     |             |
| 21 juillet 1951 | 16 mai 1956        | Pierre Chaussade   |                     |             |
| 16 mai 1956     | 6 novembre 1959    | Christian Lobut    |                     |             |
| 6 novembre 1956 | 1er septembre 1961 | Eugène Simoneau    |                     |             |

## Préfets de la Cinquième République (depuis 1958)
| Période            | Période            | Identité           | Fonction précédente        | Observation                           |
| ------------------ | ------------------ | ------------------ | -------------------------- | ------------------------------------- |
| 1er septembre 1961 | 16 janvier 1967    | Jean-Émile Vié     |                            |                                       |
| 16 janvier 1967    | 31 janvier 1970    | Jacques Millot     |                            |                                       |
| 10 février 1970    | 14 juin 1974       | Tony Roche         |                            |                                       |
| 15 juin 1974       | 30 mai 1978        | Marcel Turon       |                            |                                       |
| 30 mai 1978        | 15 juillet 1980    | Jacques Delaunay   |                            |                                       |
| 15 juillet 1980    | 31 juillet 1981    | Julien Vincent     |                            |                                       |
| 1er août 1981      | 29 juillet 1983    | Gilbert Masson     |                            |                                       |
| 1er août 1983      | 26 août 1985       | Pierre Manière     |                            |                                       |
| 26 août 1985       | 21 novembre 1986   | Paul Bernard       |                            |                                       |
| 24 novembre 1986   | 13 décembre 1987   | Maurice Theys      |                            |                                       |
| 13 décembre 1987   | 17 novembre 1991   | Yves Bonnet        |                            |                                       |
| 18 décembre 1991   | 29 octobre 1993    | Jean-Paul Marty    |                            |                                       |
| 2 novembre 1993    | 26 octobre 1996    | Jacques Fournet    |                            |                                       |
| 26 octobre 1996    | 18 décembre 1999   | Éric Degremont     |                            |                                       |
| 24 janvier 2000    | 11 juin 2001       | Michel Thenault    |                            |                                       |
| 2 juillet 2001     | 1er septembre 2003 | Jean Daubigny      |                            |                                       |
| 1er septembre 2003 | 20 mars 2006       | Dominique Dubois   |                            |                                       |
| 10 avril 2006      | avril 2008         | Philippe Deslandes |                            |                                       |
| avril 2008         | avril 2010         | Gérard Moisselin   |                            |                                       |
| avril 2010         |                    | Michel Guillot     |                            |                                       |
|                    | mars 2015          | Pierre Dartout     |                            |                                       |
| mars 2015          | 31 décembre 2015   | Jean-François Savy |                            |                                       |
| 1er janvier 2016   | 15 janvier 2020    | Denis Conus        |                            |                                       |
| 15 janvier 2020    | 3 avril 2022       | Pierre N'Gahane    | Conseiller du gouvernement | Nommé recteur de l'académie de Dijon. |
| 4 avril 2022       |                    | Henri Prevost      | Préfet de l'Yonne          |                                       |